# Nanula flindersi
Nanula flindersi is een slakkensoort uit de familie van de Trochidae. De wetenschappelijke naam van de soort is voor het eerst geldig gepubliceerd in 1935 door Cotton & Godfrey.